# Federico Rossi
Federico „Fede“ Rossi (* 22. Februar 1994 in Modena) ist ein italienischer Popsänger, der ab 2010 als Teil des Duos Benji & Fede bekannt wurde.

## Werdegang
Rossi lernte Benjamin „Benji“ Mascolo über das Internet kennen und gründete mit diesem zusammen 2010 das Popduo Benji & Fede. Nach den ersten Jahren wurde das Duo vom Major-Label Warner unter Vertrag genommen und veröffentlichte zwischen 2015 und 2019 vier Alben, die alle die Spitze der italienischen Charts erreichten, sowie diverse erfolgreiche Singles, darunter der Sommerhit Dove e quando (2019). 2020 gab das Duo schließlich seine Auflösung bekannt, woraufhin beide Musiker Solokarrieren begannen.
Rossi startete seine Solokarriere mit der Single Pesche, die im April 2021 erschien.

## Diskografie
Singles

| Jahr | Titel Album                           | Höchstplatzierung, Gesamtwochen, AuszeichnungChartsChartplatzierungen (Jahr, Titel, Album, Platzierungen, Wochen, Auszeichnungen, Anmerkungen) | Anmerkungen                                       |
| Jahr | Titel Album                           | IT | Anmerkungen                                       |
| ---- | ------------------------------------- | --- | ------------------------------------------------- |
| 2021 | Pesche –                              | IT46 Platin · (15 Wo.)IT | Verkäufe: + 70.000                                |
| 2021 | Movimento lento Nuda (Nuda10 edition) | IT8 ×2Doppelplatin · (25 Wo.)IT | Annalisa feat. Federico Rossi Verkäufe: + 140.000 |
| 2021 | Non è mai troppo tardi –              | IT32 Platin · (16 Wo.)IT | Verkäufe: + 70.000                                |

## Belege
1. ↑  Massimo Longoni: Benji & Fede: “Facciamo tutto per i fan perché dobbiamo tutto a loro”. In: Tgcom24.it. Mediaset, 7. August 2015, abgerufen am 19. Oktober 2021 (italienisch).
2. ↑  Nicoletta Tamberlich: Benji & Fede si separano, il 3 maggio ultimo concerto. ANSA, 17. Februar 2020, abgerufen am 19. Oktober 2021 (italienisch).
3. ↑  Giulia Ciavarelli: Federico Rossi, il primo singolo da solista è “Pesche”. In: Sorrisi.com. 9. April 2021, abgerufen am 19. Oktober 2021 (italienisch).
4. ↑  Archivio classifiche Top Singoli. FIMI, abgerufen am 19. Oktober 2021.
5. 1 2 3  Auszeichnungsarchiv. FIMI, abgerufen am 2. November 2021 (italienisch).

| Personendaten    | Personendaten           |
| ---------------- | ----------------------- |
| NAME             | Rossi, Federico         |
| ALTERNATIVNAMEN  | Fede (Pseudonym)        |
| KURZBESCHREIBUNG | italienischer Popsänger |
| GEBURTSDATUM     | 22. Februar 1994        |
| GEBURTSORT       | Modena                  |